# Giacomo Pera
Giacomo Pera (Alessandria, 1814 – Roma, 1887) è stato un politico italiano.

## Biografia
Fu Deputato del Regno di Sardegna nella II legislatura e riconfermato nella III, per il collegio di Valenza. Divenne inoltre Deputato del Regno d'Italia nella X legislatura, per il collegio di Oviglio.